# La llegenda del drac Sheron
La llegenda de drac Sheron a la seva versió en català central, o La llegenda del drac diví a la versió en valencià central, coneguda al Japó com a Dragon Ball a la seva sortida inicial al cinema i posteriorment titulada Dragon Ball: Shenron no Densetsu (ドラゴンボール 神龍の伝説, Doragon Bōru Shenron no Densetsu), pel seu llançament de vídeo domèstic, és una pel·lícula d’aventures d'arts marcials de fantasia d'anime japonès del 1986 i la primera continuïtat alternativa d’una sèrie de llargmetratges de la franquícia d’anime de Bola de Drac, basada en el manga per Akira Toriyama. La pel·lícula és una adaptació modificada de la història inicial del manga, amb el personatge original King Gurumes que substitueix el paper de l'emperador Pilaf com a principal antagonista. Com al manga, mostra com en Goku es troba amb la Bulma, així com amb Ulong, Iamxa, Puar i finalment el mestre Muten Roshi durant la seva primera recerca de les boles de drac.
Curse of the Blood Rubies es va estrenar originalment al Japó el 20 de desembre de 1986 al festival de cinema "Toei Manga Matsuri (都営漫画亜茉莉)", on es va mostrar com a part d'un triple llargmetratge juntament amb Gegege no Kitarō Gekitotsu!! Ijigen Yōkai no Dai Hanran i Kinnikuman - Seigi Choujin vs. Senshi Choujin.

## Argument
La pel·lícula comença amb un pròleg on el narrador explica als espectadors com es van forjar i escampar per la Terra les boles de drac, set boles taronges amb un nombre diferent d’estrelles vermelles cadascuna. La profecia deia que quan totes set es reunien, el drac etern anomenat Sheron, sortirà del seu cau ardent i concedirà a qui el convoqués qualsevol desig. Després, les Boles de Drac es tornaran a escampar per tot el món mentre Sheron torna al seu cau fins que una altra "ànima valenta o insensata" trobi i reuneixi aquestes boles màgiques.
Actualment, els soldats del rei Gourmeth estan destruint les cases i terres dels pagesos del seu regne per buscar "Robins de Sang". Els seus dos principals executors són Pasta i Bongo, a qui també ha encarregat de trobar les boles de Drac. Des que va trobar robins de sang, Gourmeth ha caigut sota una maledicció que el converteix en un monstre gran i de color porpra i li fa insaciable la fam. Espera alliberar-se de la maledicció amb les Boles de drac. Una nena rebel anomenada Pansy, després que el seu pare rebi una brutal pallissa de Bongo en la seva defensa, decideix anar a buscar ajuda.
En Goku, un jove de cua de mico amb una força especial, viu sol a la natura salvatge del mont Pazou. Allà, el seu difunt avi Gohan el va trobar i criar de bebè, i va formar el seu net adoptat en les arts marcials. Sense saber-ho posseeix un Bastó Màgic i la bola de drac de quatre estrelles que ell creia que tenia l'esperit del seu avi a dins. Mentre en Goku atrapa un peix gegant, una adolescent de pèl blau anomenada Bulma també busca les boles de drac amb l’ajut d’un dispositiu que les localitza. Abans d’aconseguir la següent bola després d’haver vist el jet de caça de Pasta i Bongo dirigint-se en la mateixa direcció cap a la seva ubicació, es troba amb Goku. Pensant que la Bulma és un monstre, en Goku es prepara per atacar-la per no deixar-li robar el peix, però la Bulma el convenç que és humana. Després d’assabentar-se que la Bulma és una nena, en Goku li diu que el seu avi li va regalar la Bola de drac abans de morir. Pasta i Bongo arriben a casa d'en Goku i li roben la bola de drac, just abans que ell i Bulma només arribin a trobar una moneda d'or que Pasta va posar com a pagament. Fugen amb el seu avió de combat i Bulma i Goku els persegueixen en el jet de Bulma, però Pasta els derroca. Quan tots dos cauen, en Goku salva a Bulma enviant-la a un penya-segat proper amb el seu Bastó Màgic mentre s'enfonsa al riu.
Més tard, en Goku i la Bulma busquen menjar al bosc quan troben a Pansy atacada per un gran monstre anomenat Oolong, que té la capacitat de transformar-se en qualsevol altra forma. Oolong fuig quan Goku demostra la seva força destruint un gran arbre, però persegueix el canviador de formes i, enderrocant-lo amb el seu pol de poder, descobreix que la seva veritable forma és la d'un porc. Oolong s'espanta quan s'adona que han aterrat al territori de Yamcha, el bandit del desert. Aleshores, de sobte, Yamcha i el seu company Puar, antic company de classe d’Oolong, de l'escola de canvi de forma, d'on va ser expulsat per robar les calces de la professora, ataquen el duo. En Goku lluita contra Yamcha, però aquest fuig quan arriba la Bulma, perquè té una por paralitzant davant les belles dones. Al campament d'Oolong, Pansy explica a Bulma i als altres la situació de la seva gent i que ha de trobar el gran mestre Muten Roshi, el Follet Tortuga per ajudar-la a posar fi a la crueltat del rei Gourmeth i convenç a Bulma i Gokū que l'acompanyin. Quan arriben a la seva illa s'adonen que ell té l'última bola de drac que falta, Bulma convenç a l'ancià perquè la hi regali però són atacats per Bongo i Pasta de nou i se la roben, deixant-los de nou amb tan sols una Bola de Drac. Bongo i Pasta utilitzen tot l'arsenal del submarí en què es troben per atacar-los però són vençuts per un Kame Hame Ha del Follet Tortuga.
Com que el Rei Gourmeth té en el seu poder 6 de les 7 boles de drac, en Goku decideix atacar-ho, però no el pot vèncer. Bulma llança l'última Bola de Drac a la boca del Rei Gourmeth per ajuntar les 7 i convocar a Sheron. Aquest apareix destruint el castell de Rei Gurumes, Pansy desitja que el seu poble torni a la normalitat i per això el drac fa desaparèixer tots els rubís.

## Personatges nous
Pansy (パンジ, Panji)
Una jove que busca l’ajut del llegendari artista marcial Muten Roshi per rescatar el seu poble natal del rei Gourmeth i les seves forces.
King Gourmeth (グルメス大王, Gurumesu Daiō)
El governant del regne Gourmeth. Abans rei humà, ha deixat la seva cobdícia per excavar els Rubís Ricchi Sutōn (リッチストーン) enterrats en el seu propi regne, deixant la seva pròpia gent en la ruïna econòmica i poc a poc es va transformar en una criatura semblant a un monstre amb una gana golafre. Gourmeth s'enfronta a Goku i al final de la pel·lícula, torna a la seva forma humana després que Sheron elimini del regne totes els seus rubís. El seu nom és una referència als gourmets.
Pasta (パスタ, Pasuta) i Bongo (ボンゴ, Bongo)
Els dos subalterns principals de King Gourmeth, que reben l'ordre de buscar les boles de drac per acabar amb la seva gana. Pasta és una dona soldat pèl-roja, mentre que el major Bongo és un home fort i gran. Els seus noms fan referència a la pasta i a la salsa bolonyesa respectivament.

## Repartiment
| Nom del personatge | Actor de veu en japonès | Actor de veu en català |
| ------------------ | ----------------------- | ---------------------- |
| Son Goku           | Masako Nozawa           | Mònica Padrós          |
| Bulma              | Hiromi Tsuru            | Roser Contreras        |
| Ulong              | Naoki Tatsuta           | Miquel Bonet           |
| Iamxa              | Tōru Furuya             | Oscar Muñoz            |
| Puar               | Naoko Watanabe          | Luisita Soler          |
| Follet Tortuga     | Kōhei Miyauchi          | Vicenç Manel Domenech  |
| Sheron             | Kenji Utsumi            | Enric Serra Frediani   |
| Pasta              | Mami Koyama             | Isabel Muntaner        |
| Pansy              | Tomiko Suzuki           | (desconegut)           |
| Pare de Pansy      | Shōzō Iizuka            | Francesc Alborch       |
| Bongo              | Gorō Naya               | Jaume Mallofre         |
| Rei Gourmeth       | Shūichirō Moriyama      | Manel Català           |
| Narrador           | Jōji Yanami             | Enric Isasi-Isasmendi  |

## Música
- OP (tema d'obertura):
  - "Makafushigi Adventure!" (摩訶不思議アドベンチャー！, Makafushigi Adobenchā!, "Aventura mística!")
    - Lletra de Yuriko Mori
    - Música de Takeshi Ike
    - Arranjat per Kōhei Tanaka
    - Interpretada per Hiroki Takahashi
- ED (tema final):
  - "Romantic Ageru yo" (ロマンティックあげるよ, Romantikku Ageru yo, "Et donaré amor")
    - Lletres de Takemi Yoshida
    - Música de Takeshi Ike
    - Arranjat per Kōhei Tanaka
    - Interpretada per Ushi Hashimoto

El doblatge en català incloïa les versions de les cançons tal com estaven traduïdes per a la sèrie, interpretades per Jordi Vila i Manolita Domínguez.

## Estrena
A la taquilla japonesa, la pel·lícula va vendre 2,4 milions d'entrades i va obtenir un ingrés net per lloguer de distribució de 800 milions de iens.